# Elezione imperiale del 1411

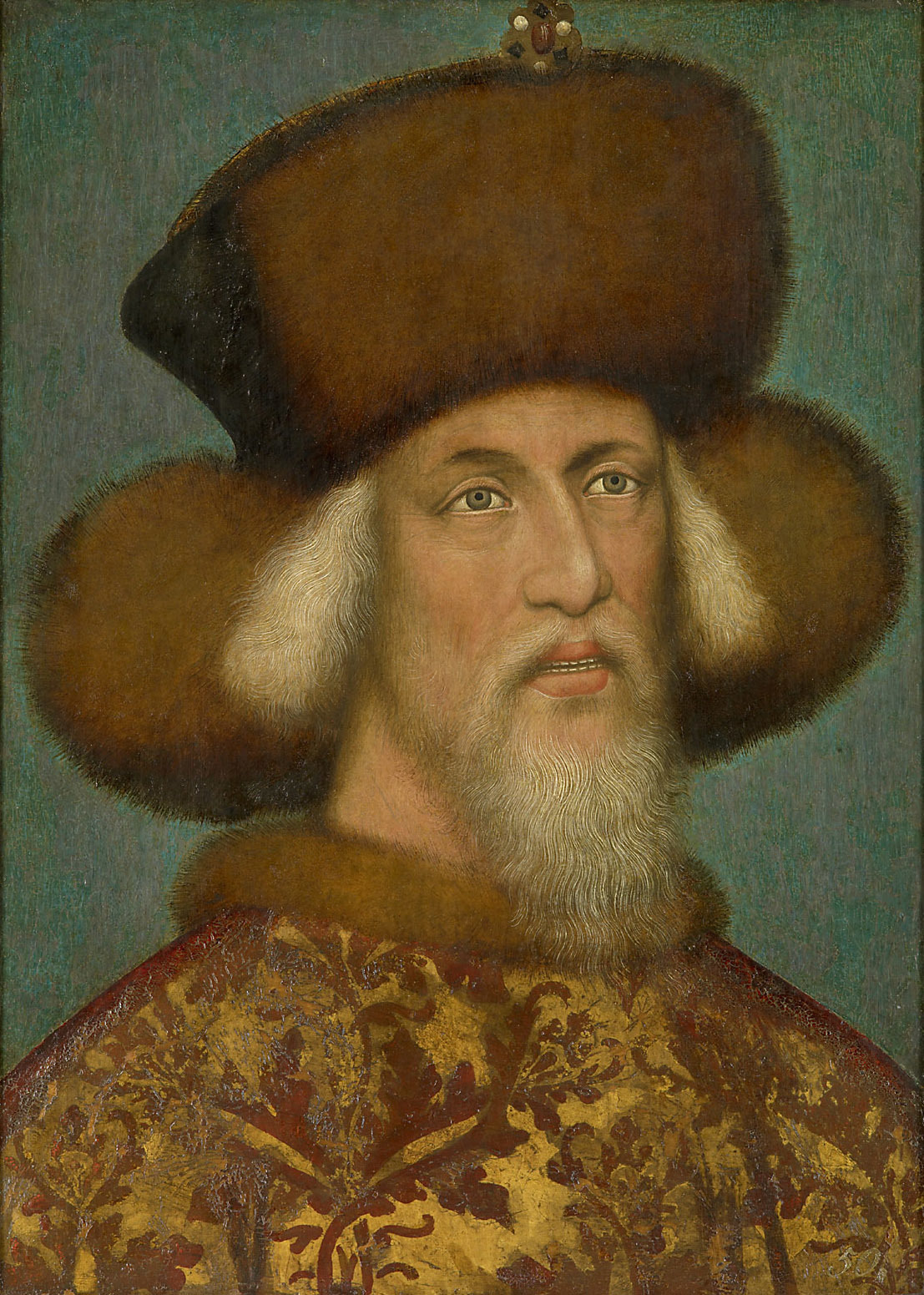
Il re dei romani Sigismondo di Lussemburgo.

L'elezione imperiale del 1411 si è svolta il 21 luglio 1411.

## Contesto storico
Il re dei Romani, Jobst di Moravia, era deceduto il 18 gennaio 1411 dopo soli tre mesi di regno. Nella precedente elezione i principi elettori si erano divisi tra i sostenitori di Jobst e quelli del cugino Sigismondo di Lussemburgo, che ora avanzava nuovamente la propria candidatura.

## Principi elettori
| Principe elettore | Principe elettore                  | Titolo elettorale        | Altri titoli  |
| ----------------- | ---------------------------------- | ------------------------ | ------------- |
|                   | Giovanni di Nassau-Wiesbaden       | Arcivescovo di Magonza   |               |
|                   | Werner von Falkenstein             | Arcivescovo di Treviri   |               |
|                   | Friedrich III von Saarwerden       | Arcivescovo di Colonia   |               |
|                   | Venceslao di Lussemburgo           | Re di Boemia             |               |
|                   | Ludovico III del Palatinato        | Conte Palatino del Reno  |               |
|                   | Rodolfo III di Sassonia-Wittenberg | Duca di Sassonia         |               |
|                   | Sigismondo di Lussemburgo          | Margravio di Brandeburgo | Re d'Ungheria |

## Esito
Sigismondo venne eletto all'unanimità il 21 luglio 1411. Fu incoronato re dei Romani ad Aquisgrana il 8 novembre 1414 e imperatore del Sacro Romano Impero a Roma il 31 maggio 1433.